# Ensemble Aglàia
Das Ensemble Aglàia ist ein 1992 von Cinzia Barbagelata und Jorge Alberto Guerrero in Mailand gegründetes italienisches Musikensemble, das sich auf die Interpretation von barockem und vorklassischem Repertoire auf Originalinstrumenten spezialisiert hat. Dass Ensemble tritt in variablen Formationen vom Trio bis zum Kammerorchester auf. Führende Solisten aus der italienischen Szene für Alte Musik wirken bei den Formationen mit. Besonders bekannt wurde das Quartetto Aglàia, die Streichquartettformation dieses Ensembles. Mitglieder dieser Formation sind Cinzia Barbagelata (1. Violine), Simona Gilardi (2. Violine), Marco Diatto (Viola) und Jorge Alberto Guerrero (Cello). Dieses Quartett erschloss das Repertoire von den Anfängen des Genres bis zur Klassik und trat mit zahlreichen bisher unveröffentlichten Stücken hervor. In größeren Formationen spielt Francesco Baroni Cembalo oder Orgel und Massimo Lonardi Laute oder Gitarre. Das Ensemble wurde nach der Grazie Aglaia benannt.
Das Ensemble Aglàia nahm bisher an zahlreichen Festivals und spielte zahlreiche Aufnahmen ein. Die Aufführungen und Einspielungen des Ensemble Aglàia weckten wegen ihres hohen musikhistorischen und künstlerischen Wertes großes Interesse bei Musikkritik und Publikum.

## Tonträgereinspielungen
- Francesco Antonio Bonporti: Invenzioni op X per violino e basso continuo – Volume I, (Ensemble Aglàia)
- Francesco Antonio Bonporti: Invenzioni op X per violino e basso continuo – Volume II, (Ensemble Aglàia)
- Baldassarre Galuppi: Concerti a quattro, (Quartetto Aglàia)
- Giovanni Battista Sammartini: Quintetti e Quartetti, (Quartetto Aglàia)
- Johann Sebastian Bach: L’Arte della Fuga BWV 1080, (Ensemble Aglàia – Dir. Cinzia Barbagelata)
- Johann Sebastian Bach: Concerti per violino BWV 1042, BWV1041, BWV 1052 e BWV 1056a, (Orchestra Aglàia – Cinzia Barbagelata: direzione e violino solo)
- Wolfgang Amadeus Mozart: Requiem K626 / Concerto in re min. K466 per pf e orch. trascrizioni per quartetto d’archi di P. Lichtenthal (1780–1853), (Quartetto Aglàia – Laura Alvini)
- Antonio Vivaldi: "La Stravaganza" Concerti per violino op IV, (Orchestra Aglàia – Cinzia Barbagelata)
- Wolfgang Amadeus Mozart, Johann Sebastian Bach: Adagi e Fughe K 405, (Ensemble Aglàia)
- Francesco Antonio Bonporti: Mottetti a voce sola con violini op. 3, (Ensemble Aglàia – Roberta Invernizzi)